# Gegerfeltska villan
Gegerfeltska villan, är en villa vid Arkitektgatan 3 i centrala Göteborg. Gegerfeltska villan är idag en av få återstående villor innanför Vallgraven och den är byggd på gammal befästningsmark. Huset ritades 1874 av Victor von Gegerfelt, som då var stadsarkitekt i Göteborg. Det blev byggnadsminne 31 maj 1967, med skydd för exteriör, interiör och trädgård.

## Historia
Efter ett förslag 1871 i Göteborgs stadsfullmäktige om att avröja och planera det återstående området av den del av åttonde kvarteret, som låg mellan Engelska kyrkan och dåvarande Högre elementarläroverket inom vallgraven, beslutade stadsfullmäktige efter det i december samma år. Som villkor för bebyggelsen angavs att det på tomterna skulle uppföras fritt liggande stenhus i stil "som magistraten, med avseende å dessa tomters läge, kunde finna skäligt samt att särskilda uthusbyggnader icke finge förekomma och stängsel kring tomterna skulle upprättas". Den 1 maj 1873 inropades på auktion tomten nr 27 av segelmakare A. Nordgreen, som dock ej utnyttjade byggrätten utan sålde den vidare till Göteborgs stadsarkitekt Victor von Gegerfelt den 31 mars 1874. 
Redan den 24 april samma år fastställdes ritningarna till den Gegerfeltska villan vid Arkitektgatan, dåvarande Ekelundsgatan. Köpet av tomten verkade vara väl förberett, eftersom det redan efter tre veckor fanns ritningar hos magistraten för godkännande. Gegerfelt behöll huset i knappt tio år, och hade då sedan flera år tillbaka lämnat villan vid Arkitektgatan och flyttat till en ny villa som han tillsammans med Georg Krüger låtit bygga vid "Bolanderska berget" vid Vasagatan 7 på tomten 13:e roten, nr. 82.  
Den 1 maj 1884 såldes Gegerfeltska villan till överläkaren vid Sahlgrenska sjukhuset Frans von Sydow (1828-1914), som behöll huset i femtio år. Åren 1933-1962 ägdes huset av direktör Heimer Waidele som omsorgsfullt restaurerade interiören. Därefter såldes huset till färgfabrikör H Persson med familj som bodde där till 1974 då det såldes till direktör A Wictorén. 
Villan byggdes 1874-75 som privatbostad åt Victor von Gegerfelt, som också ritade huset. Villan var privatägd fram till 1999 och köptes den 9 april 2001 av Göteborgs kommun. Under 2006 flyttade Göteborgs universitet in delar av verksamheten gällande Pedagogen i huset. 
Det var svenska, italienska och tyska hantverkare som svarade för det skickliga arbetet, och 1939, skulle det få lovord av Erik Lundberg, som skrev till Riksantikvarieämbetet: "Särskilt påfallande är den hantverksmässiga kvalitet, varmed den fasta inredningen är utförd. Det gäller såväl snickerier som stuckarbeten. Särskilt snickeriet är utfört med en precision och omsorg, som torde vara ytterligt sällsynt i vårt land. Gegerfeltska villan står som representant icke för lyxbyggen, men för den gedigna borgerliga bostaden av högsta klass." 

## Arkitektur
Villan är ett stenhus som är närmast kvadratiskt (18x15 meter). Den är uppförd i tegel, har två våningar med en källarvåning ovan mark och putsade fasader. Det är byggt i nyrenässansstil.
Huset beskrevs av Göteborgs Handels- och Sjöfartstidning 19 augusti 1875 som en "sann konstnärsbostad, både till sitt yttre och inre ... utförd så som det egnar och anstår mannen med utsökt smak och fin urskillning."